# Maurice Berthe
Maurice Berthe, né le 29 mars 1935 à Prades et mort le 21 novembre 2015 à Toulouse, est un médiéviste français.

## Biographie
Élève de Philippe Wolff, il a fait ses études puis sa carrière à l'université de Toulouse, où il a enseigné de 1967 à 1998. Il y a fondé l'UMR Framespa, dont il a été le premier directeur.
Dans la lignée de son maître, il s'est intéressé à l'histoire économique et sociale de la fin du Moyen Âge, histoire rurale cependant et non plus urbaine. Ses travaux ont porté sur la démographie, l'économie, l'occupation du sol et le peuplement dans le Midi de la France et le nord de l'Espagne. Il est l'auteur de Le comté de Bigorre, un milieu rural au bas Moyen Age (1976 - il s'agit de sa thèse), ainsi que de Famines et épidémies dans les campagnes navarraises à la fin du Moyen Âge (1984).